# 대한민국 제21대 국회의원 선거
대한민국 제21대 국회의원 선거는 2020년 4월 15일에 실시된 대한민국의 국회의원 선거이다. 만 18세 이상의 유권자가 처음으로 참가한 선거이며, 준연동형 비례대표제가 적용되는 첫 선거이자 21세기에 태어난 사람이 처음으로 투표를 한 선거이다. 이 선거로 선출된 제21대 국회의원 수는 300인으로, 2020년 5월 30일부터 4년의 임기를 수행하게 된다.
이 선거는 기본적으로 문재인 정부의 집권 3년차에 치러지는 선거로, 문재인 정권에 대한 '중간평가'인 동시에, 남은 임기 동안의 국정 운영에 영향을 끼칠 선거로 평가받았다. 뿐만 아니라 2022년 3월에 예정된 제20대 대선의 바로 이전 선거로서, 서울 종로 지역구에서는 여야의 유력 대권주자인 이낙연과 황교안의 '전초전'이 펼쳐지면서 향방을 가늠하는 자리로도 여겨지게 되었다.
지난 2017년 제19대 대선 이래 여당으로 올라선 더불어민주당이 2018년 지방선거를 정점으로 40%대의 높은 지지율을 이어갔지만, 2019년 북미 하노이 정상회담 결렬, 조국 법무부장관 임명 논란과 최저임금 논란, 부동산 정책, 취업난 등 경제정책 성과 부진으로 문재인 정부의 국정지지도에 대한 중도층, 청년층의 지지 이탈의 조짐이 보이면서 총선 승리에 대해 반드시 안심할 수는 없는 상황이 되었다. 반대로 2020년 2월부터 코로나19가 국내에서 본격적으로 유행하자 정부가 공격적인 방역 정책에 나섰고 비교적 성공을 거둔 것에 따른 긍정적 신호도 관측되고 있다.
범야권의 경우 총선을 앞두고 대대적인 정계 개편이 이뤄졌는데, 특히 제1야당 자유한국당을 포함하여 제2야당 바른미래당 내 구 바른정당 계열이 창당한 새로운보수당, 전진당, 보수성향의 시민사회단체, 재야보수 인사들이 참여하여 2017년 3월 박근혜 대통령 탄핵 이후 3년 만에 합당으로 미래통합당이라는 보수 진영의 통합정당이 탄생하였으며, 바른미래당의 잔류 의원과 호남계 인사들 중심으로 제3야당 민주평화당, 대안신당 의원들이 모여 제3지대 야당인 민생당을 창당하였다. 한편으로 준연동형 비례대표제에 대응하기 위해 미래통합당 측은 비례대표 전용 정당인 미래한국당을 창당하였고, 더불어민주당 측 역시 당내 의원과 소수 진보 정당을 아울러 창당한 더불어시민당으로 맞섰다. 이 밖에도 민주당의 '효자'를 표방하는 열린민주당, 안철수 전 의원이 이끄는 국민의당, 분당으로 갈라진 우리공화당과 친박신당 등도 신생 야당으로 꼽힌다. 이로써 지난 총선에 참가했던 정당은 정의당을 제외하고 전부 정계 개편을 거쳤으며, 총선에 참여하는 원내 야당은 9개로 늘게 되었다.
국회의원 총선거와 더불어 2020년 대한민국 재보궐선거도 동시에 치러졌으며, 4월 8일 본 투표에 앞서 4월 3일과 4월 4일 06시~18시 사전 투표를 실시했다. 사전투표율은 4일 오후 6시 기준으로 26.7%를 기록, 2014년 첫 시행 이래 최고치를 기록하였다. 당일 최종 투표율도 66.2%를 기록하여 28년만에 최고 투표율을 기록하였다. 개표 결과 더불어민주당과 더불어민주당이 180석을 차지하는 압승을 거두며, 제6공화국 출범 이래 단일 정당으로는 최고 의석수를 기록한 동시에 전국단위 선거에서 4연승을 기록하였다. 반면 미래통합당과 미래한국당은 103석을 차지, 개헌저지선을 조금 넘긴 의석수를 기록하며 패하였다. 이밖에 정의당은 6석을, 국민의당과 열린민주당은 각각 3석을 거두었다.

## 선거 개요

### 선거 제도
공직선거법 개정에 따라, 이 선거부터 2002년 4월 9일 이전 생일을 맞은 만 18세 이상 대한민국 국민은 선거권이 있다. 만 25세 이상의 대한민국 국민을 대상으로 입후보 선정 및 출마가 가능하며 1995년생부터 입후보가 가능하다. 후보자 중 지방단체장의 경우 선거법에 따라 선거일 이전에 공직에서 사임해야된다. 또한, 이번 선거부터 준연동형(연동률 50%) 비례대표제가 적용됨에 따라 비례대표 의석 47석 중 30석만 준연동형 비례대표제가 적용되고 나머지 17석은 병립형으로 적용을 받게 된다.

### 선거구
2019년 12월 27일 국회 본회의에서 공직선거법 개정안이 통과됨에 따라 '지역구 253석·비례대표 47석' 등 300석으로 의석수는 확정되었다.
2020년 3월 7일, 선거구를 획정하였다. 다음은 선거구 변동사항이다.
| 지역 | 20대 국회 지역구                   | 21대 국회 지역구                  | 비고(변경 사항)     |
| ---- | ---------------------------------- | --------------------------------- | ------------------- |
| 인천 | 중구·동구·강화군·옹진군            | 중구·강화군·옹진군                | 구역 조정 명칭 변경 |
| 인천 | 남구 갑/을                         | 동구·미추홀구 갑/을               | 구역 조정 명칭 변경 |
| 세종 | 세종특별자치시                     | 세종특별자치시 갑/을              | 1석 증가            |
| 경기 | 부천시 원미구 갑/을                | 부천시 갑/을/병/정                | 명칭 변경           |
| 경기 | 부천시 오정구                      | 부천시 갑/을/병/정                | 명칭 변경           |
| 경기 | 부천시 소사구                      | 부천시 갑/을/병/정                | 명칭 변경           |
| 경기 | 군포시 갑/을                       | 군포시                            | 통합                |
| 강원 | 춘천시                             | 춘천시·철원군·화천군·양구군 갑/을 | 구역 조정           |
| 강원 | 홍천군·철원군·화천군·양구군·인제군 | 춘천시·철원군·화천군·양구군 갑/을 | 구역 조정           |
| 강원 | 동해시·삼척시                      | 동해시·태백시·삼척시·정선군       | 구역 조정           |
| 강원 | 속초시·양양군·고성군               | 속초시·인제군·고성군·양양군       | 구역 조정           |
| 강원 | 태백시·횡성군·영월군·평창군·정선군 | 홍천군·횡성군·영월군·평창군       | 구역 조정           |
| 전남 | 순천시                             | 순천시·광양시·곡성군·구례군 갑/을 | 구역 조정           |
| 전남 | 광양시·곡성군·구례군               | 순천시·광양시·곡성군·구례군 갑/을 | 구역 조정           |
| 경북 | 안동시                             | 안동시·예천군                     | 구역 조정           |
| 경북 | 영주시·문경시·예천군               | 영주시·영양군·봉화군·울진군       | 구역 조정           |
| 경북 | 상주시·군위군·의성군·청송군        | 상주시·문경시                     | 구역 조정           |
| 경북 | 영덕군·울진군·봉화군·영양군        | 군위군·의성군·청송군·영덕군       | 구역 조정           |

### 일정
제21대 총선의 전체 주요 일정은 다음과 같다.
공식 선거운동 기간은 2020년 3월 26일 0시부터 4월 8일 0시까지이다. 2019년 12월 10일, 국회의원 예비후보자 등록 신청이 시작되었다.
| 날짜   | 날짜      | 일정                                                                           |
| ------ | --------- | ------------------------------------------------------------------------------ |
| 2019년 | 11월 8일  | 인구수 통보 만료일                                                             |
| 2019년 | 11월 30일 | 선거비용제한액 공고                                                            |
| 2019년 | 12월 10일 | 예비후보자등록 신청                                                            |
| 2020년 | 2월 8일   | 재외선거인 등록신청 마감일                                                     |
| 2020년 | 3월 9일   | 재외선거인명부 확정                                                            |
| 2020년 | 3월 20일  | 후보자등록 신청 마감일                                                         |
| 2020년 | 3월 21일  | 선거인명부 작성 거소선상투표인명부 신청 및 작성 군인 등 선거공보 발송신청 마감 |
| 2020년 | 3월 25일  | 재외투표 개시 선거벽보 제출일                                                  |
| 2020년 | 3월 26일  | 선거기간 개시일                                                                |
| 2020년 | 3월 27일  | 선거공보 제출일 선거인명부 확정                                                |
| 2020년 | 3월 29일  | 거소투표용지, 투표안내문 발송 마감일                                           |
| 2020년 | 3월 30일  | 재외투표 마감일                                                                |
| 2020년 | 4월 3일   | 사전투표 개시일 선상투표 마감일                                                |
| 2020년 | 4월 4일   | 사전투표 마감일                                                                |
| 2020년 | 4월 8일   | 투표일 (오전 6시 ~ 오후 6시)                                                   |
| 2020년 | 4월 8일   | 개표 (투표종료후 즉시)                                                         |

## 참여 정당과 후보자
대한민국 제21대 국회의원 선거에는 다음과 같은 정당들이 후보로 등록하였다.
| 기호        | 정당             | 정당            |
| ----------- | ---------------- | --------------- |
| 1           |                  | 더불어민주당    |
| 2           |                  | 미래통합당      |
| 3           |                  | 민생당          |
| 6           |                  | 정의당          |
| (7)         |                  | 우리공화당      |
| (7-8)       |                  | 민중당          |
| (7-8)       | 친박신당         |                 |
| 변 동 기 호 |                  | 가자!평화인권당 |
| 변 동 기 호 | 공화당           |                 |
| 변 동 기 호 | 국가혁명배당금당 |                 |
| 변 동 기 호 | 국민새정당       |                 |
| 변 동 기 호 | 기독자유통일당   |                 |
| 변 동 기 호 | 기본소득당       |                 |
| 변 동 기 호 | 노동당           |                 |
| 변 동 기 호 | 미래당           |                 |
| 변 동 기 호 | 민중민주당       |                 |
| 변 동 기 호 | 새누리당         |                 |
| 변 동 기 호 | 충청의미래당     |                 |
| 변 동 기 호 | 통일민주당       |                 |
| 변 동 기 호 | 한국복지당       |                 |
| 변 동 기 호 | 한나라당         |                 |

| 기호 | 정당 | 정당               |
| ---- | ---- | ------------------ |
| 3    |      | 민생당             |
| 4    |      | 미래한국당         |
| 5    |      | 더불어시민당       |
| 6    |      | 정의당             |
| 7    |      | 우리공화당         |
| 8    |      | 민중당             |
| 9    |      | 한국경제당         |
| 10   |      | 국민의당           |
| 11   |      | 친박신당           |
| 12   |      | 열린민주당         |
| 13   |      | 가자코리아         |
| 14   |      | 가자!평화인권당    |
| 15   |      | 가자환경당         |
| 16   |      | 국가혁명배당금당   |
| 17   |      | 국민새정당         |
| 18   |      | 국민참여신당       |
| 19   |      | 기독자유통일당     |
| 20   |      | 깨어있는시민연대당 |
| 21   |      | 남북통일당         |
| 22   |      | 노동당             |
| 23   |      | 녹색당             |
| 24   |      | 기독대한당         |
| 25   |      | 대한민국당         |
| 26   |      | 미래당             |
| 27   |      | 미래민주당         |
| 28   |      | 새누리당           |
| 29   |      | 여성의당           |
| 30   |      | 우리당             |
| 31   |      | 자유당             |
| 32   |      | 자유의새벽당       |
| 33   |      | 중소자영업당       |
| 34   |      | 충청의미래당       |
| 35   |      | 통일민주당         |
| 36   |      | 한국복지당         |
| 37   |      | 홍익당             |

의석이 같은 신생 원내 정당들 간의 비례대표 기호는 중앙선관위에서 추첨을 통해 정하였다. 복수의 무소속 후보는 개별 선관위에서 정당 후순으로 추첨한다. 원래 지역구에서도 지난 총선에 불참한 정당끼리 의석이 같으면, 개별 선거구를 담당하는 선관위에서 비례대표 기호 추첨과 별개로 추첨을 해서 기호를 정했어야 했지만, 국민의당과 열린민주당이 지역구 선거에 불참함에 따라 지역구 선거에 대한 원내정당 기호 추첨은 필요하지 않게 되었다. 원외정당은 가나다 순으로, 통일기호 대상이 아닌 원내 정당의 기호는 의석수와 20대 총선 비례대표 득표율 순으로 우리공화당-민중당-친박신당 순으로 배열되며, 이 세 정당이 동시에 출마한 지역구는 없었다.

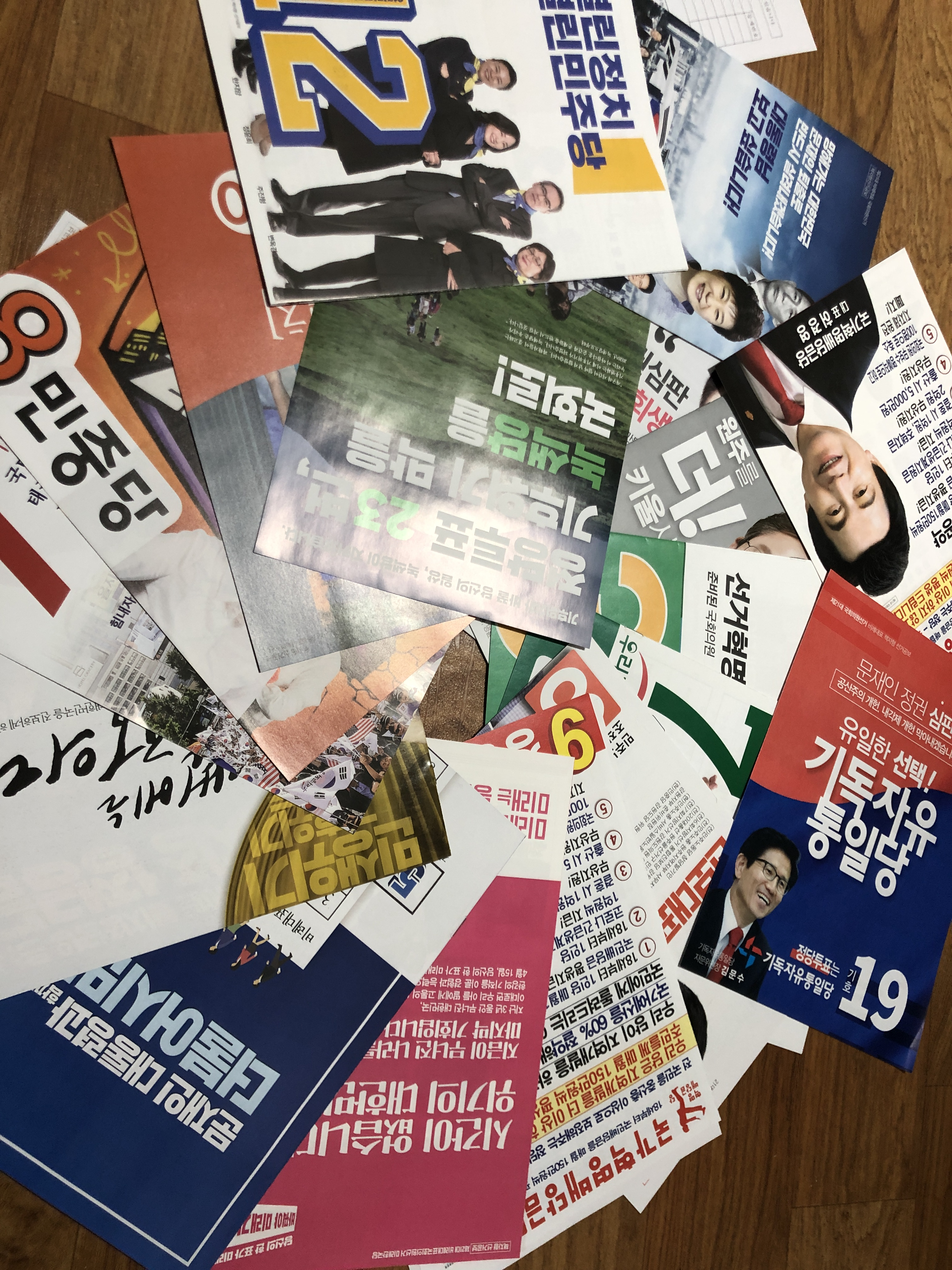
제21대 국회의원선거 선거공보

### 원내정당
다음은 제21대 총선에 참가하는 정당 중 원내정당에 해당되는 정당 목록이다. 순서는 원내 의석수 순으로 정리하였다.
- 더불어민주당 (후보 목록) - 2020년 1월 29일 기준으로 253개의 지역구 중, 총 475명이 공천을 신청했으며 공천 경쟁률은 2대 1을 기록하였다.[20] 비례대표 후보들은 더불어시민당으로 가서 후보 등록하기로 확정했다.(더불어민주당 비례대표 이름으로 후보 등록하지 않는다. 대신 더불어시민당에서 비례대표만 후보를 등록한다.)[21]
  - 더불어시민당 (후보 목록)
- 미래통합당 (후보 목록) - 2020년 2월 6일 기준으로 253개의 지역구 중, 총 647명이 공천을 신청했으며 공천 경쟁률은 2.86대 1을 기록하였다.[22]
  - 미래한국당 (후보 목록)
- 민생당 (후보 목록)
- 정의당 (후보 목록) - 2020년 2월 13일 기준으로 37명의 후보자가 비례대표 경선 예비후보로 등록했다.[23]
- 우리공화당 (후보 목록)
- 민중당 (후보 목록) - 2020년 2월 4일 민중당은 지역구 1차 후보자 선출선거 결과, 52개 지역구 후보자가 공천에서 선출되었다.[24] 같은 달 11일 기준으로 8명의 후보자가 비례대표 예비후보로 등록했다.[25]
- 한국경제당 (후보 목록)
- 국민의당 (후보 목록)
- 친박신당 (후보 목록)
- 열린민주당 (후보 목록)

### 원외정당
- 국가혁명배당금당은 2020년 3월 5일 예비후보자를 1017명 등록시키며 7일 기준 더불어민주당(463명)과 미래통합당(653명)의 배를 넘는 예비후보 등록자수 1위를 기록하였다.[26]
- 기본소득당은 2020년 1월 23일, 총선 출마를 선언하였으며, 그 과정에서 2명이 지역구 후보로, 4명이 비례대표 후보로 출마하였다.[27] 비례대표 후보 출마자 중 최종 1~2인이 더불어시민당으로 가서 비례대표 공천이 최종확정되었다.
- 녹색당은 2019년 12월 15일, 비례대표 후보 1단계 선출 투표 선거 결과에서 6명의 후보자가 선출되었다.[28] 2020년 2월 12일, 비례대표 후보 2단계 선출 투표 선거 결과에서 8명의 후보자가 선출되었다.[29]
- 미래당은 2020년 2월 10일, 4차 당원 총투표 결과에서 6명의 비례대표 후보자가 선출되었다.[30]

## 주요 공약

### 더불어민주당
더불어민주당은 1호 공약으로 무료 와이파이 전국화를 발표하였다. 2020년부터 2022년까지 전국에 공공 와이파이 53,000여개를 구축하겠다고 밝혔다. 2호 공약은 벤처 4대 강국 실현을 발표하였다. 첫째로는 K-유니콘 프로젝트를 가동해 2022년까지 유니콘 기업을 11개에서 30개로 확대하겠다고 밝혔다. 둘째로는 모태펀드에 매년 1조원 이상의 예산을 투입해 벤처투자액 연간 5조원을 달성하겠다고 밝혔다. 셋째로는 코스닥 및 코넥스 전용 소득공제 장기투자펀드를 신설하고, 스톡옵션 비과세 한도를 1억원까지 단계적으로 확대하겠다고 밝혔다. 넷째로는 창업주의 복수 의결권을 허용해 벤처 창업 생태계에 활력을 불어넣고, 과감한 정책지원과 규제혁신으로 제2벤처붐을 선도해 신성장동력을 확보하고 혁신형 일자리를 창출하겠다고 밝혔다. 3호 공약은 청년 및 신혼 부부 맞춤형 도시 조성과 주택 10만호 공급을 발표하였다. 덧붙여 청년 및 신혼 부부 전용 수익공유형 모기지를 공급해 주택 구입 자금 지원을 확대하면서 청년 및 신혼 부부 각각 100만 가구에 공공주택과 맞춤형 주거 금융 지원을 하겠다고 밝혔다.

### 미래통합당
미래통합당은 1호 공약으로 공수처 폐지를 발표하였다. 공수처 폐지 법률안을 발의하여 폐지시키겠다고 밝혔다. 2호 공약은 대한민국 경제 정책 프레임 대전환을 발표하였다. 첫째로는 재정건전화법을 추진하여 재정을 건전하게 운용하도록 하고, 수조원에 달하는 국가채무를 줄이겠다고 밝혔다. 둘째로는 탈원전 정책을 폐기하고, 원전 산업 지원법을 제정하면서 안전하고 값싼 전기를 국민들에게 제공할 수 있도록 하겠다고 밝혔다. 셋째로는 고용계약법을 제정하고, 다양한 근로시간 제도를 도입하며, 노사 관계를 대등하고 협력적으로 전환하면서 노동 시장을 개혁하겠다고 밝혔다. 3호 공약으로 주택 공약을 발표하였다. 첫째로는 노후 공동주택 재개발 및 재건축 규제를 완화하여 누구나 살고 싶은 지역에 주택을 많이 공급하겠다고 밝혔다. 둘째로는 주택담보대출 기준을 완화하여 쉽게 집을 살 수 있도록 하겠다고 밝혔다. 셋째로는 분양가 상한제를 폐지하고, 급격한 공시가격 상승을 막아 무리한 세금을 막겠다고 밝혔다. 넷째로는 고가주택 기준을 조정해 중산층의 세 부담을 완화하겠다고 밝혔다. 다섯째로는 청년 및 신혼 부부 대상 주택 공급을 확대하겠다고 밝혔다.

### 민생당
민생당은 1호 공약으로 코로나19 피해 중소상공인, 자영업자에게 민생 지원과 극복 수당 지급을 발표하였다. 2호 공약은 공공개혁으로 세금 낭비 방지, 행정 신뢰 및 효율성 증대를 발표하였다. 3호 공약은 5·18 광주 민주화 운동의 진상규명 및 헌법 개정을 발표하였다. 민주화 운동에 대한 철저한 진상규명을 통해 책임 소재를 명확히하고, 헌법 전문에 5.18 광주 민주화 운동 정신을 반영하는 것이 주된 목표라고 밝혔다.

### 미래한국당
미래한국당은 1호 공약으로 소득주도성장정책 폐지 등을 목표를 발표하였다. 2호 공약은 공수처 폐지 등을 목표를 발표하였다. 3호 공약은 문재인 정부 안보포기 정책 폐기로 국방개혁을 발표하였다.

### 더불어시민당
더불어시민당은 1호 공약으로 감염병 국가 대응체계 구축을 발표하였다. 2호 공약은 디지털 성범죄 근절 등을 목표로 발표하였다. 3호 공약은 소상공인 및 자영업자 지원 등을 발표하였다.

### 정의당
정의당은 1호 공약으로 청년기초자산제도 도입을 발표하였다. 만 20세의 모든 청년에게 각 3,000만 원의 출발자산을 국가가 제공하고, 부모가 없을 경우 최고 5,000만원까지 지급하겠다고 밝혔다. 2호 공약은 주거 및 부동산 정책을 발표하였다. 첫째로는 계약갱신청구권과 전월세상한제 도입으로 국민 대다수가 집값 걱정 없는 주거안심 사회를 만들겠다고 밝혔다. 둘째로는 1가구 다주택자에 대한 보유세를 강화하고, 기업의 비업무용 토지 규정을 강화하며, 부동산 펀드 특혜를 폐지해 조세정의를 실현하고 강력한 투기 억제를 하겠다고 밝혔다. 셋째로는 공직자윤리법 등 관련법을 개정하여 고위 공직자들의 다주택 보유를 원천 금지하겠다고 밝혔다. 3호 공약은 임금불평등 해소를 위한 최고임금제 도입을 발표하였다. 덧붙여 국회의원 보수를 최저임금의 5배로 제한하고, 공공기관 최고임금을 최저임금의 7배로 제한하며, 민간기업의 최고임금을 최저임금의 30배로 제한하겠다고 밝혔다.

### 우리공화당
우리공화당은 1호 공약으로 경제 정책 공약을 발표하였다. 첫째로는 최저임금을 5년간 동결하며, 주 52시간 근로제를 폐지하겠다고 밝혔다. 둘째로는 유류세를 폐지하고, 법인세를 인하하겠다고 밝혔다. 셋째로는 원자력 비중을 50%로 확대하고, 전기세를 인하하겠다고 밝혔다. 넷째로는 전국민주노동조합총연맹의 일자리 세습을 전면 금지하겠다고 밝혔다. 2호 공약은 국방안보 및 외교 정책 공약을 발표하였다. 첫째로는 북핵 완전 폐기를 추진하겠다고 밝혔다. 둘째로는 한미동맹을 강화하겠다고 밝혔다. 셋째로는 자유 민주주의 통일을 추진하겠다고 밝혔다. 넷째로는 반공 자유인권블록에 참여하고, 홍콩 민주화운동 및 대만 독립노선을 지지하겠다고 밝혔다.

### 민중당
민중당은 1호 공약으로 노동법과 최저임금 사각지대 해소를 발표하였다. 2호 공약으로는 농민수당법 제정을 발표하였다. 3호 공약으로는 국토교통 개혁을 발표하였다. 전월세임대료 상한제, 평생계약갱신청구권제, 공정임대료제도 도입과 세입자 주거권 보장 등이 주요 목표이다.

### 한국경제당
한국경제당은 1호 공약으로 시장경제질서 확립을 발표하였다. 2호 공약으로는 일자리 창출 등을 발표하였다. 3호 공약으로는 생산복지국가 추구를 발표하였다.

### 국민의당
국민의당은 1호 공약으로 국회법 및 정당법 개혁을 발표하였다. 첫째로 국회 상임위원회, 소위원회의 자동개회를 법제화하겠다고 밝혔다. 둘째로는 국회의원 출결상황을 공개하고, 무단결석 시 페널티를 부과하겠다고 밝혔다. 셋째로 상임위원회 중심의 국회운영체제를 소위원회 중심으로 전환하겠다고 밝혔다.

### 친박신당
친박신당은 1호 공약으로 자유민주주의 수호 및 개헌 반대를 발표하였다. 2호 공약으로는 한미일 동맹 강화와 북핵 폐기를 발표하였다. 3호 공약으로는 소득주도성장정책 폐지 등의 목표를 발표하였다.

### 열린민주당
열린민주당은 1호 공약으로 국회의원 국민소환제 도입을 발표하였다. 2호 공약은 국회의원 3선 제한제 도입을 발표하였다. 3호 공약은 국회의원 비례대표 국민참여경선 의무화 제도 도입을 발표하였다.

### 기타 정당
- 국가혁명배당금당 - 20세부터 1인당 매월 150만 원의 국민배당금 지급을 공약으로 발표하였다.
- 기본소득당 - 모든 국민에게 조건없이 매달 60만 원의 기본소득 지급을 공약으로 발표하였다.
- 녹색당 - 탈탄소와 탈핵 정책을 공약으로 발표하였다.
- 미래당 - 국회의원 최저임금제 도입을 공약으로 발표하였다.
- 여성의당 - 여성의제 정당을 표방하였다.

## 선거 과정

### 투표

지역구 카토그램 지도

제21대 총선의 전체 유권자수는 전국 총 4399만 4247명에 달하는 것으로 집계됐다.
이번 총선의 사전투표는 2020년 4월 3일과 4월 4일, 양일 오전 6시부터 오후 6시까지 전국 각지 투표소 3,508곳에서 시행됐다. 사전투표 첫날인 4월 10일 투표율은 12.14%로, 전체 유권자 중 5,339,786명이 투표에 참여했다. 이는 2014년 지방선거부터 사전투표 제도가 처음 시행된 이후 가장 높은 투표율이기도 하다. 지역별로는 전라남도가 18.18%로 가장 높았고, 대구광역시가 10.24%로 가장 낮았다. 사전투표 마지막날에는 26.69%라는 역대 최고 투표율을 기록하며 사전투표를 마무리했다. 4월 3일과 4월 4일 이틀간 총 11,742,677명이 투표에 참여하였으며, 지역별로 전라남도가 35.77%로 가장 높았고, 대구광역시가 23.56%로 가장 낮았다.
사전투표 참여율이 역대 최고치를 기록한 것은 코로나19 전파 우려로 사람이 몰리는 본투표일 대신 사전투표일에 투표장을 찾는 유권자가 많아진 것으로 풀이되며, 여기에 치열한 양당 구도로 각 진영의 지지자가 결집한 점과, 사전투표로 제도 자체에 익숙해진 유권자가 많아지게 된 점이 이유로 꼽혔다. 실제로 이낙연 후보와 황교안 후보가 맞붙어 이번 총선의 최대 격전지로 분류된 서울 종로의 사전투표율은 34.56%로, 수도권 선거구 투표율 가운데 가장 높았으며, 그밖에 여야 후보가 격전을 벌이는 지역구에서도 평균치보다 높은 것으로 조사됐다.
한편으로 총선 당일 코로나19 관련 방역지침도 발표되었다. 투표권을 가진 자가격리자는 8일 오후 6시 이후부터 투표에 참여할 수 있으며, 당일 코로나19 의심 증상을 보이지 않아야 한다. 투표를 위한 자가격리 일시 해제 및 외출 허용 시간은 오후 20분부터 7시까지로, 혹시나 모를 전파 방지를 위해 마스크를 쓰고 자차 또는 도보로 이동해야 하며, 대중교통 이용은 금지되었다.
이번 총선 투표율은 66.2%로 마감되었으며 16년만에 총선 투표율이 60%를 넘게 되었다. 지역별로는 울산광역시가 68.6%로 가장 높았고, 충청남도가 62.4%로 가장 낮았다.
한편, 전국 기초자치단체에서는 포천시(58.7%)가 가장 낮았고 진안군(77.7%)이 가장 높았다.

#### 투표율
| 구분      | 일자    | 7시    | 8시    | 9시    | 10시   | 11시   | 12시   | 13시   | 14시   | 15시   | 16시   | 17시   | 18시   |
| --------- | ------- | ------ | ------ | ------ | ------ | ------ | ------ | ------ | ------ | ------ | ------ | ------ | ------ |
| 사전 투표 | 4월 3일 | 0.41%  | 0.86%  | 1.51%  | 2.52%  | 3.72%  | 4.90%  | 5.98%  | 7.19%  | 8.49%  | 9.74%  | 10.93% | 12.14% |
| 사전 투표 | 4월 4일 | 12.65% | 13.25% | 14.04% | 15.16% | 16.46% | 17.80% | 19.08% | 20.45% | 21.95% | 23.46% | 24.95% | 26.69% |
| 본 투표   | 4월 8일 | 2.2%   | 5.1%   | 8.0%   | 11.4%  | 15.3%  | 19.2%  | 49.7%  | 53.0%  | 56.5%  | 59.7%  | 62.6%  | 66.2%  |

| 구분      | 일자    | 서울   | 부산   | 대구   | 인천   | 광주   | 대전   | 울산   | 세종   | 경기   | 강원   | 충북   | 충남   | 전북   | 전남   | 경북   | 경남   | 제주   |
| --------- | ------- | ------ | ------ | ------ | ------ | ------ | ------ | ------ | ------ | ------ | ------ | ------ | ------ | ------ | ------ | ------ | ------ | ------ |
| 사전 투표 | 4월 3일 | 12.18% | 11.43% | 10.24% | 10.82% | 15.42% | 12.11% | 11.20% | 13.88% | 10.46% | 13.88% | 12.20% | 11.83% | 17.21% | 18.18% | 13.76% | 12.52% | 12.00% |
| 사전 투표 | 4월 4일 | 27.29% | 25.52% | 23.56% | 24.73% | 32.18% | 26.93% | 25.97% | 32.37% | 23.88% | 28.75% | 26.71% | 25.31% | 34.75% | 35.77% | 28.70% | 27.59% | 24.65% |
| 본 투표   | 4월 8일 | 68.0%  | 67.7%  | 67.0%  | 63.2%  | 65.9%  | 65.5%  | 68.6%  | 68.5%  | 64.8%  | 66.0%  | 64.0%  | 62.4%  | 67.0%  | 67.8%  | 66.4%  | 67.8%  | 62.9%  |

| 지역 | 최고투표율 | 최고투표율 | 최저투표율    | 최저투표율 |
| ---- | ---------- | ---------- | ------------- | ---------- |
| 서울 | 서초구     | 71.7%      | 중랑구        | 63.5%      |
| 부산 | 연제구     | 70.4%      | 중구          | 63.7%      |
| 대구 | 수성구     | 72.8%      | 서구          | 63.6%      |
| 인천 | 옹진군     | 73.5%      | 미추홀구      | 59.9%      |
| 광주 | 남구       | 67.3%      | 광산구        | 63.8%      |
| 대전 | 유성구     | 69.3%      | 동구          | 62.8%      |
| 울산 | 중구       | 69.0%      | 북구          | 67.9%      |
| 경기 | 과천시     | 76.5%      | 포천시        | 58.7%      |
| 강원 | 고성군     | 72.9%      | 속초시        | 62.8%      |
| 충북 | 보은군     | 70.5%      | 음성군        | 58.8%      |
| 충남 | 계룡시     | 71.8%      | 천안시 동남구 | 58.9%      |
| 전북 | 진안군     | 77.7%      | 익산시        | 63.6%      |
| 전남 | 함평군     | 76.0%      | 영암군        | 63.8%      |
| 경북 | 군위군     | 74.3%      | 칠곡군        | 61.0%      |
| 경남 | 하동군     | 73.8%      | 김해시        | 64.3%      |

## 출구 조사
이번 총선의 출구조사는 지상파 3사 (KBS, MBC, SBS)와 방송사공동예측조사위원회 (KEP)의 공동 의뢰로 한국리서치, 코리아리서치, 입소스주식회사 3곳에서 조사를 수행했다. 선거 당일 오전 6시부터 오후 6시까지 전국 2,321개 투표소에서 조사원 약 13,000여명이 투표자 약 5~60만명을 대상으로 조사했다. 코로나19 감염을 예방하는 차원에서 조사원이 마스크와 위생장갑을 의무 착용하고, 감독관이 수시로 돌아다니며 조사원의 체온측정을 실시했으며, 조사를 마친 유권자가 사용한 펜도 일회용을 지급하여 본인이 가져가도록 조치하였다. 지난 대선에서 실시했던 정치 성향, 국정 어젠다 등의 심층조사는 실시하지 않았다.
이와 더불어, 이번 출구조사는 선관위 측이 코로나 사태의 여파로 자가격리자의 투표 시간을 오후 6시경으로 조정함에 따라, 발표 시각을 투표마감 오후 6시 정각에서 6시 15분으로 15분 늦추기로 결정됐다. 이는 예측조사가 투표마감 직후 발표될 시, 자가격리 유권자들의 선택에 영향을 미쳐 선거의 공정성을 해칠 수 있다는 방송협회 측의 판단에 따른 것이다. 출구조사 결과를 타 언론사나 포털사이트에서 인용할 수 있는 시간도 15분 연기되어, 정당별 의석수와 제1당 예측 결과는 오후 6시 25분, 지역구별 당선자 예측결과는 6시 35분이 지나야 인용 가능해졌다.
오후 6시 15분, 지상파 3사는 일제히 다음과 같은 출구조사를 발표했다.
| 방송사  | 더불어민주당 더불어시민당 | 미래통합당 미래한국당 | 민생당 | 정의당 | 국민의당 | 열린민주당 | 무소속 |
| ------- | ------------------------- | --------------------- | ------ | ------ | -------- | ---------- | ------ |
| KBS     | 155~178                   | 107~130               | 0      | 5~7    | 2~4      | 1~3        | 1~7    |
| MBC     | 153~170                   | 116~133               | 0      | 5~6    | 3~3      | 2~2        | 1~5    |
| SBS     | 153~177                   | 107~131               | 0~4    | 4~8    | 3~5      | 0~3        | 0~8    |
| 보정 전 | 155~178                   | 107~130               | 0      | 5~7    | 2~4      | 1~3        | 1~7    |

그러나 이번에도 출구조사는 상당히 빗나갔다. 더불어민주당의 승리와 미래통합당의 패배만 맞췄을 뿐 의석 수는 완전히 틀렸다. 더불어민주당은 비례대표 전용 선거 연합 정당인 더불어시민당과 합쳐서 총 180석을 획득해 방송 3사가 예측한 최대치보다 2개 더 많은 의석을 얻었고 미래통합당은 위성정당인 미래한국당과 합쳐서 총 103석을 얻는데 그쳐 방송 3사가 예측한 최소치보다 더 낮은 의석을 획득하였다.

## 선거 결과
개표 결과는 출구조사를 넘어선 더불어민주당의 압승으로 나타났다.
여론조사에서 선두를 달리며 승리를 노렸던 더불어민주당은 더불어시민당과 합쳐 180석을 거두어 과반을 가볍게 차지했다. 이는 제6공화국의 민주당계 정당으로는 가장 큰 의석수를 확보한 것이다. 이와 동시에 제6공화국 이후 단일 정당으로는 가장 많은 의석수를 확보하는 데 성공하였고, 지난 총선에 이어 대선, 지선까지 특정 정당의 전국단위 선거 4연속 승리라는 신기록도 세우게 되었다.
반면 제1야당인 미래통합당은 미래한국당과 합쳐 103석에 그치게 됐다. 이는 보수정당 역사상 가장 적은 의석수이기도 하다. 개헌 저지선인 100석 수성에는 성공하였으나, 국회선진화법에 의한 신속상정을 막을 수 있는 120석 확보에 실패하여, 여권의 법안 상정을 실질적으로 저지할 수단이 사라지게 되었다.
연동형 비례대표제 도입을 통한 비례대표 당선의원 다수 배출로 원내 입지 확대를 노렸던 정의당은 두 거대 정당의 위성정당 텃세에 밀려 6석을 거뒀다. 비례대표 선거에서는 5석을 확보하였으나 지역구 선거에서는 심상정 대표만 당선됨으로써 최종 의석수는 지난 총선 결과와 동률을 이루게 됐다. 안철수 대표를 중심으로 재결집을 노리며 비례대표 선거에만 집중했던 국민의당은 3석 확보에 그쳤고, 더불어민주당의 위성정당을 자처했던 열린민주당은 10%대의 여론조사 지지율이 무색하게 3석만 확보하였다.
20대 국회에서 20석을 차지하며 원내 제3당이자 교섭단체 지위를 누렸던 민생당은 지역구 선거 전패, 비례대표 득표율 2.7%에 그치면서, 원내 의석수 0석이라는 최악의 성적표를 받게 됨과 동시에 원외정당으로 물러나게 됐다. 이와 더불어 우리공화당, 친박신당, 한국경제당, 민중당 역시 0석을 기록하여 원외정당이 되었다. 여성의제 정당인 여성의당은 득표율 0.74%를 얻어 10위를 기록하였다.
| 정당명                     | 지역구                                                                         | 지역구                                                                         | 지역구                                                                         | 비례대표                                                                       | 비례대표                                                                       | 비례대표                                                                       | 합계                                                                           | 합계                                                                           | 의석비/득표율                                                                  | 의석비/득표율                                                                  |
| 정당명                     | 득표수                                                                         | 득표율                                                                         | 의석                                                                           | 득표수                                                                         | 득표율                                                                         | 의석                                                                           | 의석계                                                                         | 비율                                                                           | 지역구대비                                                                     | 비례대비                                                                       |
| -------------------------- | ------------------------------------------------------------------------------ | ------------------------------------------------------------------------------ | ------------------------------------------------------------------------------ | ------------------------------------------------------------------------------ | ------------------------------------------------------------------------------ | ------------------------------------------------------------------------------ | ------------------------------------------------------------------------------ | ------------------------------------------------------------------------------ | ------------------------------------------------------------------------------ | ------------------------------------------------------------------------------ |
| 더불어민주당/ 더불어시민당 | 14,345,425                                                                     | 49.91                                                                          | 163                                                                            | 9,307,112                                                                      | 33.36                                                                          | 17                                                                             | 180                                                                            | 60.00                                                                          | 1.20                                                                           | 1.80                                                                           |
| 미래통합당/ 미래한국당     | 11,915,277                                                                     | 41.46                                                                          | 84                                                                             | 9,441,520                                                                      | 33.84                                                                          | 19                                                                             | 103                                                                            | 34.33                                                                          | 0.83                                                                           | 1.01                                                                           |
| 정의당                     | 492,100                                                                        | 1.71                                                                           | 1                                                                              | 2,697,956                                                                      | 9.67                                                                           | 5                                                                              | 6                                                                              | 2.00                                                                           | 1.17                                                                           | 0.21                                                                           |
| 국민의당                   | -                                                                              | -                                                                              | -                                                                              | 1,896,719                                                                      | 6.80                                                                           | 3                                                                              | 3                                                                              | 1.00                                                                           | -                                                                              | 0.15                                                                           |
| 열린민주당                 | -                                                                              | -                                                                              | -                                                                              | 1,512,763                                                                      | 5.42                                                                           | 3                                                                              | 3                                                                              | 1.00                                                                           | -                                                                              | 0.18                                                                           |
| 민생당                     | 415,473                                                                        | 1.45                                                                           | -                                                                              | 758,778                                                                        | 2.72                                                                           | -                                                                              | -                                                                              | -                                                                              |                                                                                |                                                                                |
| 기독자유통일당             | 7,663                                                                          | 0.03                                                                           | -                                                                              | 513,159                                                                        | 1.84                                                                           | -                                                                              | -                                                                              | -                                                                              |                                                                                |                                                                                |
| 국가혁명배당금당           | 208,324                                                                        | 0.72                                                                           | -                                                                              | 200,657                                                                        | 0.72                                                                           | -                                                                              | -                                                                              | -                                                                              |                                                                                |                                                                                |
| 민중당                     | 157,706                                                                        | 0.55                                                                           | -                                                                              | 295,612                                                                        | 1.06                                                                           | -                                                                              | -                                                                              | -                                                                              |                                                                                |                                                                                |
| 우리공화당                 | 47,299                                                                         | 0.16                                                                           | -                                                                              | 208,719                                                                        | 0.75                                                                           | -                                                                              | -                                                                              | -                                                                              |                                                                                |                                                                                |
| 여성의당                   | -                                                                              | -                                                                              | -                                                                              | 208,697                                                                        | 0.75                                                                           | -                                                                              | -                                                                              | -                                                                              |                                                                                |                                                                                |
| 친박신당                   | 1,884                                                                          | 0.01                                                                           | -                                                                              | 142,747                                                                        | 0.51                                                                           | -                                                                              | -                                                                              | -                                                                              |                                                                                |                                                                                |
| 새벽당                     | -                                                                              | -                                                                              | -                                                                              | 101,819                                                                        | 0.36                                                                           | -                                                                              | -                                                                              | -                                                                              |                                                                                |                                                                                |
| 새누리당                   | 269                                                                            | 0.00                                                                           | -                                                                              | 80,208                                                                         | 0.29                                                                           | -                                                                              | -                                                                              | -                                                                              |                                                                                |                                                                                |
| 녹색당                     | -                                                                              | -                                                                              | -                                                                              | 58,948                                                                         | 0.21                                                                           | -                                                                              | -                                                                              | -                                                                              |                                                                                |                                                                                |
| 기타 정당                  | 25,821                                                                         | 0.09                                                                           | -                                                                              | 474,450                                                                        | 1.70                                                                           | -                                                                              | -                                                                              | -                                                                              |                                                                                |                                                                                |
| 무소속                     | 1,124,167                                                                      | 3.91                                                                           | 5                                                                              | -                                                                              | -                                                                              | -                                                                              | 5                                                                              | 1.67                                                                           | 0.43                                                                           | -                                                                              |
| 합 계                      | 28,741,408                                                                     |                                                                                | 253                                                                            | 27,899,864                                                                     |                                                                                | 47                                                                             | 300                                                                            | 100.0                                                                          |                                                                                |                                                                                |
| 무효표                     | 380,059                                                                        | 1.31                                                                           |                                                                                | 1,226,532                                                                      | 4.21                                                                           |                                                                                |                                                                                |                                                                                |                                                                                |                                                                                |
| 투표수                     | 29,121,467                                                                     | 66.24                                                                          |                                                                                | 29,126,396                                                                     | 66.21                                                                          |                                                                                |                                                                                |                                                                                |                                                                                |                                                                                |
| 선거인수                   | 43,961,157                                                                     |                                                                                |                                                                                | 43,994,247                                                                     |                                                                                |                                                                                |                                                                                |                                                                                |                                                                                |                                                                                |
| 출처                       | 개표현황 \| 투·개표 \| 중앙선거관리위원회 선거통계시스템(역대선거) (nec.go.kr) | 개표현황 \| 투·개표 \| 중앙선거관리위원회 선거통계시스템(역대선거) (nec.go.kr) | 개표현황 \| 투·개표 \| 중앙선거관리위원회 선거통계시스템(역대선거) (nec.go.kr) | 개표현황 \| 투·개표 \| 중앙선거관리위원회 선거통계시스템(역대선거) (nec.go.kr) | 개표현황 \| 투·개표 \| 중앙선거관리위원회 선거통계시스템(역대선거) (nec.go.kr) | 개표현황 \| 투·개표 \| 중앙선거관리위원회 선거통계시스템(역대선거) (nec.go.kr) | 개표현황 \| 투·개표 \| 중앙선거관리위원회 선거통계시스템(역대선거) (nec.go.kr) | 개표현황 \| 투·개표 \| 중앙선거관리위원회 선거통계시스템(역대선거) (nec.go.kr) | 개표현황 \| 투·개표 \| 중앙선거관리위원회 선거통계시스템(역대선거) (nec.go.kr) | 개표현황 \| 투·개표 \| 중앙선거관리위원회 선거통계시스템(역대선거) (nec.go.kr) |

### 정당별 의석수
|        |              |              |            |        |          |            |            |  |
| 6      | 17           | 163          | 3          | 5      | 3        | 19         | 84         |  |
| 정의당 | 더불어시민당 | 더불어민주당 | 열린민주당 | 무소속 | 국민의당 | 미래한국당 | 미래통합당 |  |

정당별 의석 비율
정당별 비례대표 득표율
| 정당         | 정당         | 지역구 | 비례대표 | 합계 |
| ------------ | ------------ | ------ | -------- | ---- |
|              | 더불어민주당 | 163    |          | 180  |
| 더불어시민당 |              | 17     |          | 180  |
|              | 미래통합당   | 84     |          | 103  |
| 미래한국당   |              | 19     |          | 103  |
| 정의당       | 정의당       | 1      | 5        | 6    |
| 국민의당     | 국민의당     | 0      | 3        | 3    |
| 열린민주당   | 열린민주당   | 0      | 3        | 3    |
| 무소속       | 무소속       | 5      | 빈칸     | 5    |
| 합계         | 합계         | 253    | 47       | 300  |

### 시도별 의석수
| 지역 | 민주 | 미래통합 | 정의 | 무소속 | 합계 |
| ---- | ---- | -------- | ---- | ------ | ---- |
| 서울 | 41   | 8        |      |        | 49   |
| 부산 | 3    | 15       |      |        | 18   |
| 대구 |      | 11       |      | 1      | 12   |
| 인천 | 11   | 1        |      | 1      | 13   |
| 광주 | 8    |          |      |        | 8    |
| 대전 | 7    |          |      |        | 7    |
| 울산 | 1    | 5        |      |        | 6    |
| 세종 | 2    |          |      |        | 2    |
| 경기 | 51   | 7        | 1    |        | 59   |
| 강원 | 3    | 4        |      | 1      | 8    |
| 충북 | 5    | 3        |      |        | 8    |
| 충남 | 6    | 5        |      |        | 11   |
| 전북 | 9    |          |      | 1      | 10   |
| 전남 | 10   |          |      |        | 10   |
| 경북 |      | 13       |      |        | 13   |
| 경남 | 3    | 12       |      | 1      | 16   |
| 제주 | 3    |          |      |        | 3    |
| 전국 | 163  | 84       | 1    | 5      | 253  |

### 지역구 득표 결과
| 기호        | 정당             | 득표수     | 득표율  | 당선인 | 비고 |
| ----------- | ---------------- | ---------- | ------- | ------ | ---- |
| 1           | 더불어민주당     | 14,345,425 | 49.91%  | 163    |      |
| 2           | 미래통합당       | 11,915,277 | 41.45%  | 84     |      |
| 3           | 민생당           | 415,473    | 1.44%   |        |      |
| 6           | 정의당           | 487,519    | 1.69%   | 1      |      |
| (7)         | 우리공화당       | 47,603     | 0.16%   |        |      |
| (7)         | 민중당           | 172,230    | 0.59%   |        |      |
| (7)         | 친박신당         | 1,884      | 0.006%  |        |      |
| 변 동 기 호 | 가자!평화인권당  | 139        | 0.0005% |        |      |
| 변 동 기 호 | 공화당           | 57         | 0.0002% |        |      |
| 변 동 기 호 | 국가혁명배당금당 | 208,234    | 0.72%   |        |      |
| 변 동 기 호 | 국민새정당       | 65         | 0.0002% |        |      |
| 변 동 기 호 | 기독자유통일당   | 7,663      | 0.02%   |        |      |
| 변 동 기 호 | 기독자유통일당   | 4,658      | 0.02%   |        |      |
| 변 동 기 호 | 노동당           | 15,752     | 0.05%   |        |      |
| 변 동 기 호 | 미래당           | 1,574      | 0.005%  |        |      |
| 변 동 기 호 | 민중민주당       | 63         | 0.0002% |        |      |
| 변 동 기 호 | 새누리당         | 269        | 0.009%  |        |      |
| 변 동 기 호 | 충청의미래당     | 1,148      | 0.004%  |        |      |
| 변 동 기 호 | 통일민주당       | 512        | 0.002%  |        |      |
| 변 동 기 호 | 한국복지당       | 625        | 0.002%  |        |      |
| 변 동 기 호 | 한나라당         | 1,228      | 0.004%  |        |      |
| 무소속      | 1,124,167        | 3.91%      | 5       |        |      |
| 총합        | 총합             | 28,741,408 |         | 253    |      |

### 비례대표 득표 결과
|  | 33.84% |

|  | 33.35% |

|  | 9.67% |

|  | 6.79% |

|  | 5.42% |

|  | 2.71% |

|  | 1.83% |

|  | 1.05% |

|  | 0.74% |

|  | 0.74% |

|  | 0.71% |

|  | 0.51% |

|  | 0.36% |

|  | 0.28% |

|  | 0.25% |

|  | 0.25% |

|  | 0.21% |

|  | 0.17% |

|  | 0.12% |

|  | 0.12% |

|  | 0.08% |

|  | 0.07% |

|  | 0.06% |

|  | 0.06% |

|  | 0.06% |

|  | 0.06% |

|  | 0.05% |

|  | 0.05% |

|  | 0.04% |

|  | 0.03% |

|  | 0.03% |

|  | 0.03% |

|  | 0.03% |

|  | 0.02% |

|  | 0.01% |

#### 지역별 비례대표 득표
| 지역 | 민생당          | 미래한국당         | 더불어시민당       | 정의당            | 민중당          | 국민의당          | 열린민주당        | 기독자유통일당  | 기타              | 합계       |
| ---- | --------------- | ------------------ | ------------------ | ----------------- | --------------- | ----------------- | ----------------- | --------------- | ----------------- | ---------- |
| 서울 | 135,434         | 1,841,544          | 1,846,902          | 541,583           | 38,847          | 459,479           | 327,109           | 106,464         |                   | 5,562,331  |
| 인천 | 34,978          | 473,343            | 522,420            | 178,601           | 11,731          | 101,062           | 78,805            | 31,231          |                   | 1,510,879  |
| 경기 | 164,774         | 2,168,605          | 2,398,041          | 720,174           | 61,349          | 502,491           | 408,476           | 142,846         |                   | 6,906,702  |
| 강원 | 19,570          | 324,873            | 239,777            | 80,950            | 8,802           | 48,542            | 38,435            | 13,970          |                   | 830,349    |
| 대전 | 17,626          | 249,771            | 260,908            | 75,933            | 6,902           | 61,478            | 42,323            | 18,754          |                   | 774,439    |
| 세종 | 4,071           | 44,642             | 63,761             | 21,423            | 1,187           | 16,097            | 12,780            | 3,179           |                   | 174,534    |
| 충북 | 23,864          | 298,540            | 254,085            | 85,282            | 6,837           | 50,654            | 38,211            | 13,596          |                   | 823,108    |
| 충남 | 26,742          | 372,229            | 328,364            | 101,857           | 14,823          | 67,228            | 48,818            | 23,939          |                   | 1,051,259  |
| 광주 | 49,188          | 24,600             | 470,698            | 76,042            | 22,581          | 37,659            | 63,203            | 5,614           |                   | 772,207    |
| 전북 | 62,607          | 56,666             | 553,967            | 118,783           | 15,607          | 40,512            | 89,212            | 11,145          |                   | 988,810    |
| 전남 | 76,298          | 43,122             | 621,100            | 98,431            | 31,442          | 39,862            | 71,672            | 8,410           |                   | 1,029,253  |
| 대구 | 19,805          | 730,775            | 216,496            | 84,986            | 6,769           | 115,416           | 40,487            | 27,418          |                   | 1,333,688  |
| 경북 | 23,434          | 818,952            | 232,923            | 94,251            | 12,392          | 80,428            | 41,334            | 32,821          |                   | 1,442,739  |
| 부산 | 41,614          | 836,599            | 543,474            | 140,822           | 14,405          | 118,570           | 87,965            | 30,465          |                   | 1,911,983  |
| 울산 | 13,090          | 249,046            | 168,330            | 64,659            | 17,088          | 38,945            | 27,607            | 9,755           |                   | 628,921    |
| 경남 | 38,262          | 813,958            | 467,019            | 171,142           | 20,684          | 98,610            | 75,459            | 29,732          |                   | 1,824,825  |
| 제주 | 7,421           | 94,255             | 118,847            | 43,037            | 4,166           | 19,686            | 20,867            | 3,820           |                   | 333,837    |
| 전국 | 758,778 (2.71%) | 9,441,520 (33.84%) | 9,307,112 (33.35%) | 2,697,956 (9.67%) | 295,612 (1.05%) | 1,896,719 (6.79%) | 1,512,763 (5.42%) | 513,159 (1.83%) | 1,476,245 (5.34%) | 27,899,864 |

## 당선자

### 지역구
더불어민주당 
 미래통합당 
 정의당 
 무소속 

| 시·도          | 선거구 / 당선자                | 선거구 / 당선자                | 선거구 / 당선자             | 선거구 / 당선자                |
| 서울특별시     | 종로구                         | 중구·성동구 갑                 | 중구·성동구 을              | 용산구                         |
| -------------- | ------------------------------ | ------------------------------ | --------------------------- | ------------------------------ |
| 서울특별시     | 이낙연                         | 홍익표                         | 박성준                      | 권영세                         |
| 서울특별시     |                                |                                |                             |                                |
| 서울특별시     | 광진구 갑                      | 광진구 을                      | 동대문구 갑                 | 동대문구 을                    |
| 서울특별시     | 전혜숙                         | 고민정                         | 안규백                      | 장경태                         |
| 서울특별시     |                                |                                |                             |                                |
| 서울특별시     | 중랑구 갑                      | 중랑구 을                      | 성북구 갑                   | 성북구 을                      |
| 서울특별시     | 서영교                         | 박홍근                         | 김영배                      | 기동민                         |
| 서울특별시     |                                |                                |                             |                                |
| 서울특별시     | 강북구 갑                      | 강북구 을                      | 도봉구 갑                   | 도봉구 을                      |
| 서울특별시     | 천준호                         | 박용진                         | 인재근                      | 오기형                         |
| 서울특별시     |                                |                                |                             |                                |
| 서울특별시     | 노원구 갑                      | 노원구 을                      | 노원구 병                   | 은평구 갑                      |
| 서울특별시     | 고용진                         | 우원식                         | 김성환                      | 박주민                         |
| 서울특별시     |                                |                                |                             |                                |
| 서울특별시     | 은평구 을                      | 서대문구 갑                    | 서대문구 을                 | 마포구 갑                      |
| 서울특별시     | 강병원                         | 우상호                         | 김영호                      | 노웅래                         |
| 서울특별시     |                                |                                |                             |                                |
| 서울특별시     | 마포구 을                      | 양천구 갑                      | 양천구 을                   | 강서구 갑                      |
| 서울특별시     | 정청래                         | 황희                           | 이용선                      | 강선우                         |
| 서울특별시     |                                |                                |                             |                                |
| 서울특별시     | 강서구 을                      | 강서구 병                      | 구로구 갑                   | 구로구 을                      |
| 서울특별시     | 진성준                         | 한정애                         | 이인영                      | 윤건영                         |
| 서울특별시     |                                |                                |                             |                                |
| 서울특별시     | 금천구                         | 영등포구 갑                    | 영등포구 을                 | 동작구 갑                      |
| 서울특별시     | 최기상                         | 김영주                         | 김민석                      | 김병기                         |
| 서울특별시     |                                |                                |                             |                                |
| 서울특별시     | 동작구 을                      | 관악구 갑                      | 관악구 을                   | 서초구 갑                      |
| 서울특별시     | 이수진                         | 유기홍                         | 정태호                      | 윤희숙                         |
| 서울특별시     |                                |                                |                             |                                |
| 서울특별시     | 서초구 을                      | 강남구 갑                      | 강남구 을                   | 강남구 병                      |
| 서울특별시     | 박성중                         | 태구민                         | 박진                        | 유경준                         |
| 서울특별시     |                                |                                |                             |                                |
| 서울특별시     | 송파구 갑                      | 송파구 을                      | 송파구 병                   | 강동구 갑                      |
| 서울특별시     | 김웅                           | 배현진                         | 남인순                      | 진선미                         |
| 서울특별시     |                                |                                |                             |                                |
| 서울특별시     | 강동구 을                      |                                |                             |                                |
| 서울특별시     | 이해식                         |                                |                             |                                |
| 서울특별시     |                                |                                |                             |                                |
| 부산광역시     | 중구·영도구                    | 서구·동구                      | 부산진구 갑                 | 부산진구 을                    |
| 부산광역시     | 황보승희                       | 안병길                         | 서병수                      | 이헌승                         |
| 부산광역시     |                                |                                |                             |                                |
| 부산광역시     | 동래구                         | 남구 갑                        | 남구 을                     | 북구·강서구 갑                 |
| 부산광역시     | 김희곤                         | 박수영                         | 박재호                      | 전재수                         |
| 부산광역시     |                                |                                |                             |                                |
| 부산광역시     | 북구·강서구 을                 | 해운대구 갑                    | 해운대구 을                 | 사하구 갑                      |
| 부산광역시     | 김도읍                         | 하태경                         | 김미애                      | 최인호                         |
| 부산광역시     |                                |                                |                             |                                |
| 부산광역시     | 사하구 을                      | 금정구                         | 연제구                      | 수영구                         |
| 부산광역시     | 조경태                         | 백종헌                         | 이주환                      | 전봉민                         |
| 부산광역시     |                                |                                |                             |                                |
| 부산광역시     | 사상구                         | 기장군                         |                             |                                |
| 부산광역시     | 장제원                         | 정동만                         |                             |                                |
| 부산광역시     |                                |                                |                             |                                |
| 대구광역시     | 중구·남구                      | 동구 갑                        | 동구 을                     | 서구                           |
| 대구광역시     | 곽상도                         | 류성걸                         | 강대식                      | 김상훈                         |
| 대구광역시     |                                |                                |                             |                                |
| 대구광역시     | 북구 갑                        | 북구 을                        | 수성구 갑                   | 수성구 을                      |
| 대구광역시     | 양금희                         | 김승수                         | 주호영                      | 홍준표                         |
| 대구광역시     |                                |                                |                             |                                |
| 대구광역시     | 달서구 갑                      | 달서구 을                      | 달서구 병                   | 달성군                         |
| 대구광역시     | 홍석준                         | 윤재옥                         | 김용판                      | 추경호                         |
| 대구광역시     |                                |                                |                             |                                |
| 인천광역시     | 중구·강화군·옹진군             | 동구·미추홀구 갑               | 동구·미추홀구 을            | 연수구 갑                      |
| 인천광역시     | 배준영                         | 허종식                         | 윤상현                      | 박찬대                         |
| 인천광역시     |                                |                                |                             |                                |
| 인천광역시     | 연수구 을                      | 남동구 갑                      | 남동구 을                   | 부평구 갑                      |
| 인천광역시     | 정일영                         | 맹성규                         | 윤관석                      | 이성만                         |
| 인천광역시     |                                |                                |                             |                                |
| 인천광역시     | 부평구 을                      | 계양구 갑                      | 계양구 을                   | 서구 갑                        |
| 인천광역시     | 홍영표                         | 유동수                         | 송영길                      | 김교흥                         |
| 인천광역시     |                                |                                |                             |                                |
| 인천광역시     | 서구 을                        |                                |                             |                                |
| 인천광역시     | 신동근                         |                                |                             |                                |
| 인천광역시     |                                |                                |                             |                                |
| 광주광역시     | 동구·남구 갑                   | 동구·남구 을                   | 서구 갑                     | 서구 을                        |
| 광주광역시     | 윤영덕                         | 이병훈                         | 송갑석                      | 양향자                         |
| 광주광역시     |                                |                                |                             |                                |
| 광주광역시     | 북구 갑                        | 북구 을                        | 광산구 갑                   | 광산구 을                      |
| 광주광역시     | 조오섭                         | 이형석                         | 이용빈                      | 민형배                         |
| 광주광역시     |                                |                                |                             |                                |
| 대전광역시     | 동구                           | 중구                           | 서구 갑                     | 서구 을                        |
| 대전광역시     | 장철민                         | 황운하                         | 박병석                      | 박범계                         |
| 대전광역시     |                                |                                |                             |                                |
| 대전광역시     | 유성구 갑                      | 유성구 을                      | 대덕구                      |                                |
| 대전광역시     | 조승래                         | 이상민                         | 박영순                      |                                |
| 대전광역시     |                                |                                |                             |                                |
| 울산광역시     | 중구                           | 남구 갑                        | 남구 을                     | 동구                           |
| 울산광역시     | 박성민                         | 이채익                         | 김기현                      | 권명호                         |
| 울산광역시     |                                |                                |                             |                                |
| 울산광역시     | 북구                           | 울주군                         |                             |                                |
| 울산광역시     | 이상헌                         | 서범수                         |                             |                                |
| 울산광역시     |                                |                                |                             |                                |
| 세종특별자치시 | 세종특별자치시 갑              | 세종특별자치시 을              |                             |                                |
| 세종특별자치시 | 홍성국                         | 강준현                         |                             |                                |
| 세종특별자치시 |                                |                                |                             |                                |
| 경기도         | 수원시 갑                      | 수원시 을                      | 수원시 병                   | 수원시 정                      |
| 경기도         | 김승원                         | 백혜련                         | 김영진                      | 박광온                         |
| 경기도         |                                |                                |                             |                                |
| 경기도         | 수원시 무                      | 성남시 수정구                  | 성남시 중원구               | 성남시 분당구 갑               |
| 경기도         | 김진표                         | 김태년                         | 윤영찬                      | 김은혜                         |
| 경기도         |                                |                                |                             |                                |
| 경기도         | 성남시 분당구 을               | 의정부시 갑                    | 의정부시 을                 | 안양시 만안구                  |
| 경기도         | 김병욱                         | 오영환                         | 김민철                      | 강득구                         |
| 경기도         |                                |                                |                             |                                |
| 경기도         | 안양시 동안구 갑               | 안양시 동안구 을               | 부천시 갑                   | 부천시 을                      |
| 경기도         | 민병덕                         | 이재정                         | 김경협                      | 설훈                           |
| 경기도         |                                |                                |                             |                                |
| 경기도         | 부천시 병                      | 부천시 정                      | 광명시 갑                   | 광명시 을                      |
| 경기도         | 김상희                         | 서영석                         | 임오경                      | 양기대                         |
| 경기도         |                                |                                |                             |                                |
| 경기도         | 평택시 갑                      | 평택시 을                      | 동두천시·연천군             | 안산시 상록구 갑               |
| 경기도         | 홍기원                         | 유의동                         | 김성원                      | 전해철                         |
| 경기도         |                                |                                |                             |                                |
| 경기도         | 안산시 상록구 을               | 안산시 단원구 갑               | 안산시 단원구 을            | 고양시 갑                      |
| 경기도         | 김철민                         | 고영인                         | 김남국                      | 심상정                         |
| 경기도         |                                |                                |                             |                                |
| 경기도         | 고양시 을                      | 고양시 병                      | 고양시 정                   | 의왕시·과천시                  |
| 경기도         | 한준호                         | 홍정민                         | 이용우                      | 이소영                         |
| 경기도         |                                |                                |                             |                                |
| 경기도         | 구리시                         | 남양주시 갑                    | 남양주시 을                 | 남양주시 병                    |
| 경기도         | 윤호중                         | 조응천                         | 김한정                      | 김용민                         |
| 경기도         |                                |                                |                             |                                |
| 경기도         | 오산시                         | 시흥시 갑                      | 시흥시 을                   | 군포시                         |
| 경기도         | 안민석                         | 문정복                         | 조정식                      | 이학영                         |
| 경기도         |                                |                                |                             |                                |
| 경기도         | 하남시                         | 용인시 갑                      | 용인시 을                   | 용인시 병                      |
| 경기도         | 최종윤                         | 정찬민                         | 김민기                      | 정춘숙                         |
| 경기도         |                                |                                |                             |                                |
| 경기도         | 용인시 정                      | 파주시 갑                      | 파주시 을                   | 이천시                         |
| 경기도         | 이탄희                         | 윤후덕                         | 박정                        | 송석준                         |
| 경기도         |                                |                                |                             |                                |
| 경기도         | 안성시                         | 김포시 갑                      | 김포시 을                   | 화성시 갑                      |
| 경기도         | 이규민                         | 김주영                         | 박상혁                      | 송옥주                         |
| 경기도         |                                |                                |                             |                                |
| 경기도         | 화성시 을                      | 화성시 병                      | 광주시 갑                   | 광주시 을                      |
| 경기도         | 이원욱                         | 권칠승                         | 소병훈                      | 임종성                         |
| 경기도         |                                |                                |                             |                                |
| 경기도         | 양주시                         | 포천시·가평군                  | 여주시·양평군               |                                |
| 경기도         | 정성호                         | 최춘식                         | 김선교                      |                                |
| 경기도         |                                |                                |                             |                                |
| 강원도         | 춘천시·철원군·화천군·양구군 갑 | 춘천시·철원군·화천군·양구군 을 | 원주시 갑                   | 원주시 을                      |
| 강원도         | 허영                           | 한기호                         | 이광재                      | 송기헌                         |
| 강원도         |                                |                                |                             |                                |
| 강원도         | 강릉시                         | 동해시·태백시·삼척시·정선군    | 속초시·인제군·고성군·양양군 | 홍천군·횡성군·영월군·평창군    |
| 강원도         | 권성동                         | 이철규                         | 이양수                      | 유상범                         |
| 강원도         |                                |                                |                             |                                |
| 충청북도       | 청주시 상당구                  | 청주시 서원구                  | 청주시 흥덕구               | 청주시 청원구                  |
| 충청북도       | 정정순                         | 이장섭                         | 도종환                      | 변재일                         |
| 충청북도       |                                |                                |                             |                                |
| 충청북도       | 충주시                         | 제천시·단양군                  | 보은군·옥천군·영동군·괴산군 | 증평군·진천군·음성군           |
| 충청북도       | 이종배                         | 엄태영                         | 박덕흠                      | 임호선                         |
| 충청북도       |                                |                                |                             |                                |
| 충청남도       | 천안시 갑                      | 천안시 을                      | 천안시 병                   | 공주시·부여군·청양군           |
| 충청남도       | 문진석                         | 박완주                         | 이정문                      | 정진석                         |
| 충청남도       |                                |                                |                             |                                |
| 충청남도       | 보령시·서천군                  | 아산시 갑                      | 아산시 을                   | 서산시·태안군                  |
| 충청남도       | 김태흠                         | 이명수                         | 강훈식                      | 성일종                         |
| 충청남도       |                                |                                |                             |                                |
| 충청남도       | 논산시·계룡시·금산군           | 당진시                         | 홍성군·예산군               |                                |
| 충청남도       | 김종민                         | 어기구                         | 홍문표                      |                                |
| 충청남도       |                                |                                |                             |                                |
| 전라북도       | 전주시 갑                      | 전주시 을                      | 전주시 병                   | 군산시                         |
| 전라북도       | 김윤덕                         | 이상직                         | 김성주                      | 신영대                         |
| 전라북도       |                                |                                |                             |                                |
| 전라북도       | 익산시 갑                      | 익산시 을                      | 정읍시·고창군               | 남원시·임실군·순창군           |
| 전라북도       | 김수흥                         | 한병도                         | 윤준병                      | 이용호                         |
| 전라북도       |                                |                                |                             |                                |
| 전라북도       | 김제시·부안군                  | 완주군·진안군·무주군·장수군    |                             |                                |
| 전라북도       | 이원택                         | 안호영                         |                             |                                |
| 전라북도       |                                |                                |                             |                                |
| 전라남도       | 목포시                         | 여수시 갑                      | 여수시 을                   | 순천시·광양시·곡성군·구례군 갑 |
| 전라남도       | 김원이                         | 주철현                         | 김회재                      | 소병철                         |
| 전라남도       |                                |                                |                             |                                |
| 전라남도       | 순천시·광양시·곡성군·구례군 을 | 나주시·화순군                  | 담양군·함평군·영광군·장성군 | 고흥군·보성군·장흥군·강진군    |
| 전라남도       | 서동용                         | 신정훈                         | 이개호                      | 김승남                         |
| 전라남도       |                                |                                |                             |                                |
| 전라남도       | 해남군·완도군·진도군           | 영암군·무안군·신안군           |                             |                                |
| 전라남도       | 윤재갑                         | 서삼석                         |                             |                                |
| 전라남도       |                                |                                |                             |                                |
| 경상북도       | 포항시 북구                    | 포항시 남구·울릉군             | 경주시                      | 김천시                         |
| 경상북도       | 김정재                         | 김병욱                         | 김석기                      | 송언석                         |
| 경상북도       |                                |                                |                             |                                |
| 경상북도       | 안동시·예천군                  | 구미시 갑                      | 구미시 을                   | 영주시·영양군·봉화군·울진군    |
| 경상북도       | 김형동                         | 구자근                         | 김영식                      | 박형수                         |
| 경상북도       |                                |                                |                             |                                |
| 경상북도       | 영천시·청도군                  | 상주시·문경시                  | 경산시                      | 군위군·의성군·청송군·영덕군    |
| 경상북도       | 이만희                         | 임이자                         | 윤두현                      | 김희국                         |
| 경상북도       |                                |                                |                             |                                |
| 경상북도       | 고령군·성주군·칠곡군           |                                |                             |                                |
| 경상북도       | 정희용                         |                                |                             |                                |
| 경상북도       |                                |                                |                             |                                |
| 경상남도       | 창원시 의창구                  | 창원시 성산구                  | 창원시 마산합포구           | 창원시 마산회원구              |
| 경상남도       | 박완수                         | 강기윤                         | 최형두                      | 윤한홍                         |
| 경상남도       |                                |                                |                             |                                |
| 경상남도       | 창원시 진해구                  | 진주시 갑                      | 진주시 을                   | 통영시·고성군                  |
| 경상남도       | 이달곤                         | 박대출                         | 강민국                      | 정점식                         |
| 경상남도       |                                |                                |                             |                                |
| 경상남도       | 사천시·남해군·하동군           | 김해시 갑                      | 김해시 을                   | 밀양시·의령군·함안군·창녕군    |
| 경상남도       | 하영제                         | 민홍철                         | 김정호                      | 조해진                         |
| 경상남도       |                                |                                |                             |                                |
| 경상남도       | 거제시                         | 양산시 갑                      | 양산시 을                   | 산청군·함양군·거창군·합천군    |
| 경상남도       | 서일준                         | 윤영석                         | 김두관                      | 김태호                         |
| 경상남도       |                                |                                |                             |                                |
| 제주특별자치도 | 제주시 갑                      | 제주시 을                      | 서귀포시                    |                                |
| 제주특별자치도 | 송재호                         | 오영훈                         | 위성곤                      |                                |

### 비례대표
| #  | 미래한국당 | 더불어시민당 | 정의당 | 국민의당 | 열린민주당 |
| 1  | 윤주경     | 신현영       | 류호정 | 최연숙   | 김진애     |
| 2  | 윤창현     | 김경만       | 장혜영 | 이태규   | 최강욱     |
| 3  | 한무경     | 권인숙       | 강은미 | 권은희   | 강민정     |
| 4  | 이종성     | 이동주       | 배진교 |          |            |
| 5  | 조수진     | 용혜인       | 이은주 |          |            |
| 6  | 조태용     | 조정훈       |        |          |            |
| 7  | 정경희     | 윤미향       |        |          |            |
| 8  | 신원식     | 정필모       |        |          |            |
| 9  | 조명희     | 양원영       |        |          |            |
| 10 | 박대수     | 유정주       |        |          |            |
| 11 | 김예지     | 최혜영       |        |          |            |
| 12 | 지성호     | 김병주       |        |          |            |
| 13 | 이영       | 이수진       |        |          |            |
| 14 | 최승재     | 김홍걸       |        |          |            |
| 15 | 전주혜     | 양정숙       |        |          |            |
| 16 | 정운천     | 전용기       |        |          |            |
| 17 | 서정숙     | 양경숙       |        |          |            |
| 18 | 이용       |              |        |          |            |
| 19 | 허은아     |              |        |          |            |

## 정당별 반응

### 더불어민주당·더불어시민당
원내 과반수 151석 이상 획득과 원내 1당 지위를 유지한다는 목표를 세운 더불어민주당과 더불어시민당은 다양한 인재를 영입하였다. 총선 전 노무현 재단 유시민 이사장이 발언했던 "범진보 의석수 180석 나올 가능성 있어"에 대해서 매우 신중한 반응을 보였다. 총선 전 여론조사에서 민주당 지역구 후보들이 다른 지역구 후보들에게 압도하면서 130석 이상을 얻어 승리한다는 전망이 나왔었다. 최근 전세계에서 유행하고 있는 코로나 19 질병 재난을 오히려 좋은 기회로 삼아 국난을 극복한다는 전략을 세웠다. 총선 결과 지역구 121석이 걸린 수도권에서 103 곳에서 승리했다. 동북권, 서남권의 대부분 지역구에서 압도적으로 승리했다. 그러나 보수세가 강하고 부동산 정책에 예민한 서울 동남권 지역구 10곳 가운데 송파병, 강동갑, 강동을에서 방어했지만 지난 총선에서 승리했던 강남을, 송파을에서는 패배하고 출구조사에서 민주당 후보와 통합당 후보가 접전을 벌일 것으로 예측된 용산은 다음날 새벽까지 치열한 접전 끝에 미래통합당 후보에게 패배하면서 헌납하였다. 그러나 지난 20대 총선에서 새누리당과 국민의당에게 패배했던 중구성동을, 도봉을, 강북갑, 관악갑, 관악을, 양천을, 강서을, 동작을 탈환했다. 경기 51곳과 인천 11곳에서 승리했다. 하지만 당초 10석 이상 확보할 것으로 전망한 부산·울산·경남에서는 7곳 승리에 그쳤다. 전망치보다 낮게 나왔지만 더불어민주당 후보 평균 득표율이 지난 20대 총선보다 올랐고, 교두보를 확보했다는 평가가 나온다. 지난 총선에서 국민의당에 완패했던 호남권에서는 압승했다. 나머지 지역으로는 제주도는 석권, 충청에서 압승, 지난 총선에서 1석에 그친 강원도에서는 3석을 얻었지만 대구·경북에서 완패했다. 전체 의석수 180석을 얻어 압승한 것이 오히려 독이 될 수도 있다는 민주당 내부의 의견도 있다.

### 미래통합당·미래한국당
총선 전 제1야당 자유한국당은 범보수 대통합이라는 거대한 계획를 세우고 바른미래당 비당권파들이 결성한 새로운 보수당, 무소속 이언주 의원의 결성한 전진당 그리고 보수 시민단체, 보수 사회단체, 중도보수 세력까지 동참하면서 박근혜 전 대통령의 탄핵 이후 3년만에 범보수진영의 분열이 종식하면서 통합보수신당인 미래통합당으로 재편하게 된다. 유시민 이사장이 발언했던 "범진보 의석수 180석 나올 가능성 있어"에 대해서 총선 전까지만 해도 미래통합당은 매우 부정적인 반응을 보였다. 야당의 정권 견제를 방해하는 말이라며 매우 터무니 없는 집계라는 의사를 밝혔다. 특히 핵심 승부처 수도권에서 20석 미만 차지한다는 충격적인 전망과 유 이사장의 발언이 나오면서 범보수 지지층이 투표 당일에 나오면서 결집했지만 서울 종로를 포함한 주요 지역구에서 차기 대권 주자로 거론되던 황교안, 오세훈 등이 낙선하였다. 서울 영등포을에서 3선을 했던 중진급 출신 용산 권영세 前 주중대사,KDI 국제정책대학원 교수 출신 서초갑 윤희숙 교수, 서초을 박성중 의원, 탈북 외교관 강남갑 태구민 (태영호), 서울 종로에서 3선을 했던 강남을 박진 의원, 최근 후배들에게 양보하고 불출마 선언을 했던 부산 서구동구 유기준 의원의 동생 강남병 유경준 前 통계청장, 드라마 검사외전 원작자 송파갑 법조인 김웅, 송파을 배현진 MBC 前 아나운서 등이 당선됐지만 서울 동남권, 용산구에서만 승리하고 동북권, 서남권에서 당선자를 배출하지 못하면서 역대 보수정당이 사상 최악의 성적표를 받게되었다. 지역구 최소 130석을 목표로 했던 통합당으로써는 참담한 결과다. 경기지역은 서울 인접지역에서 용인갑, 성남분당갑에서만 승리하고 절대 강세지역 외곽지역구 동두천연천, 포천가평, 이천, 여주양평을 제외하면 나머지 지역에서 완패했으며 인천에서는 완패할 뻔 했으나 절대 강세지역인 중구강화옹진을 지켜내 겨우 0석의 굴욕을 면했다. 수도권 지역 당선자 16명 가운데 서울 서초을 박성중, 서울 강남을 박진, 서울 용산 권영세, 경기 동두천연천 김성원, 경기 평택을 유의동, 경기 이천 송석준 등 재선 이상 당선자를 제외하면 나머지 당선자들은 초선 정치 신인들이다. 충청지역에서는 대전, 세종에서 0석으로 대참패해서 전멸하고 충북, 충남에서 8석을 차지했고 제주도에서 16년째 단 한 명의 당선자조차 나오지 못해 통합당 입장에서는 참으로 치욕적이다.
20대 국회의원 선거에서는 180석을 예상했는데 그에 한참 미치지 못하는 122석에 그쳐 다음을 기약하자던 통합당은 이번 선거에서 103석이라는 더 참담한 결과를 맞이했다. 이런 결과에 통합당은 더 큰 충격을 받을 수 밖에 없었으며 통합당의 핵심 인물인 민경욱, 심재철, 김용태, 나경원, 오세훈, 황교안, 정우택, 김진태, 이언주 등이 연달아 패배하자 황교안은 결국 당 대표직을 포함한 모든 직책을 사퇴하였다. 그나마 개헌저지선 100석 이상 확보하고 영남권에서 지난 총선보다 의석수가 증가한 것이 그나마 위로가 되었다. 통합당은 서울 관악갑 김대호 후보의 3040세대, 장애인, 노년층, 사회적 약자를 향한 비하 발언과 경기 부천병 차명진 후보의 세월호 유가족 비하발언 그리고 공천 문제와 파벌 갈등 등 여러 가지 이유 때문에 21대 총선에서 참패했다. 한편, 민경욱 전 의원 등이 부정선거 음모론에 동의하는 의견을 내고, 이준석 최고위원 등이 반발하면서 당 내부가 혼란해졌다. 또한 선거 뒤에는 미래통합당의 색깔을 보여주지 못한 게 가장 큰 패배 요인이라고 파악했다.

### 민생당
출구조사 결과를 본 손학규 위원장은 "커다란 지역구도, 진영구도로 휩쓸리고 있다."며 "우리나라 정치가 또 다시 거대 양당의 싸움판 정치로 가지 않을까 걱정이다."라고 밝혔다. 실제 의석수도 0석을 기록하였고 당내 정치 신인들은 물론 박지원, 천정배, 정동영 등 당내 중진 거물들도 전원 낙선하여 원외정당으로 전락하였다.

### 정의당
원래 정의당은 지역구와 비례대표를 모두 포함해 5∼7석을 목표로 잡았지만 결과는 지역구 253석 중 1석, 비례대표는 47석 중 5석이라는 적은 당선율을 보였다. 지역구에서는 경기도 고양시 갑에서 당선된 심상정 후보 외에는 당선되지 못했다. 이에 정의당 대표 심상정은 정의당 선거대책위원회 해단식에서 '우리 후보들을 더 많이 당선시키지 못해 죄송'하다며 눈물을 보였다.

### 국민의당
국민의당은 지역구 후보를 내지 않고 비례대표 후보만 냈고 3석을 기록했다.

### 열린민주당
친여 성향의 비례정당 열린민주당도 지역구 후보를 내지 않고 비례대표 후보를 출마하여 김진애, 최강욱, 강민정이 당선되는 등 3개의 의석을 획득했다.

## 같이 보기
- 중앙선거관리위원회
- 2020년 대한민국 재보궐선거